# 若林統昌
若林 統昌（わかばやし むねまさ）は、安土桃山時代から江戸時代前期にかけての武将。大友氏家臣の水軍の将・若林鎮興の嫡男。
若林氏は元々下野国の豪族で、室町時代初期より前に大友氏に仕えた。豊後国佐賀郷一尺屋を所領とし、その地理的要素も加わり、大友氏の水軍衆としてその中核を担った。
天正6年（1578年）の元服に際して、主君・大友義統より偏諱を賜い、統昌と名乗る。天正14年（1586年）、島津氏が北上し、豊後国へ侵入した際は、海辺郡丸尾砦にて防戦した。文禄2年（1593年）、文禄の役の際、主君・大友義統が「明軍の来襲を前に退去した」とされて、豊臣秀吉の命により改易された。義統が毛利氏預かりの身となって周防国に蟄居した際にはこれに同行している。
後に大友家を辞し、松平定勝に仕えて200石を領したが、老後は肥前国長崎に居住し、寛永14年（1637年）、同地にて死去した。
統昌は武勇の士であり、強弓の使い手として知られ、剣術も柳生流の免許皆伝を得ていたという。